# Ян Тадеуш Зиберг
Ян Тадеуш Зиберг цу Вішлінг (*Jan Tadeusz Sieberg zu Wischling, 1739—1806) — державний діяч Речі Посполитої.

## життєпис
Походив з курляндського шляхетського роду Зибергів власного гербу. Син Юзафата Зиберга, воєводи ліфонського, та Мадлени фон Боннінгхаузен. Народився 1739 року. Здобув гарну освіту.
1766 році стає підкоморієм інфляндським. 1768 року доєднався до Барської конфедерації. У 1775 році призначається воєводою лівонським (перебував на посаді до 1778 року). 1776 року отримує орден Святого Станіслава. 1778 році отримує посаду воєводи берестейського та стає кавалером ордена Білого Орла.
1784 року призначено консуляром (радником) Постійної Ради. 1788 року підписав загальну конфедерацію Чотирирічного сейму. Того ж року увійшов до Поліцейського департаменту Постійної Ради.
У 1792 році після завершення роботи цього сейму Зиберга призначено консуляром від Сенату до Другої Тарговицької конфедерації. Займав антиреформаторську та проросійську позицію. Практично нічого не зробив, щоб завадити розділам Речі Посполитої. 1793 року звернувся разом з іншими членами конфедерації до Катерини II про бажання увійти до складу Російської імперії.
У 1794 року не зумів завадити польським військам Костюшко зайняти Берестя та більшу частину воєводства. Підтримав дії російських військ на чолі з О. Суворовим проти повсталих на чолі з Тадеушем Костюшком. 
Помер 1806 року. На цей момент володів маєтностями в Курляндії, Ліфляндії та Литві площею 1935 км² з 15 тис. кріпаків. 

## Родина
1. Дружина — Марта, донька Юрія Броуна
дітей не було
2. Дружина — Софія Мошинська
дітей не було
3. Дружина — Луїза фон Клейст
Діти:
- Ізабела-Гелена (1785—1849), дружина графа Михайла Брьоле-Платера